# Ponce I de Urgel
Ponce I de Urgel (fallecido en 1243), conde de Urgel y vizconde de Áger.
Era hijo y heredero de Guerau IV de Cabrera, conde intruso del condado de Urgel, que durante los primeros años del siglo XIII se enfrentó con Aurembiaix, heredera legal del condado, por el dominio del mismo, y de Elo Pérez de Castro.
A la muerte de Aurembiaix sin descendencia, y después de que el conde Pedro I de Urgel cambiara con Jaime I el Conquistador el condado por una posesión feudal en las Baleares, Ponce reclamó al rey sus derechos sobre el condado. Fue así como el rey Jaime I le reconoció en Tárrega en 1236, pero reservándose las ciudades de Lérida y Balaguer.
En 1242, Ponce ayudó económicamente al rey, lo que le permitió recuperar estas dos ciudades. Balaguer volvió a ser la capital del condado. 
Fue sucedido por sus dos hijos varones Armengol y Álvaro, tenidos en su mujer María Girón, hija de Gonzalo Rodríguez Girón y su segunda mujer, Marquesa Pérez. Sus hijos recibieron de su madre un importante patrimonio en el reino de Castilla y en el León.
| Predecesor: Pedro I | Conde de Urgel 1236-1243 | Sucesor: Armengol IX |